# De gedachtelezer
De gedachtelezer is het elfde album in de stripreeks van W817. Het scenario is geschreven door Hec Leemans en het album is getekend door Luc Van Asten en Wim Swerts. De strip werd in 2006 uitgegeven door Standaard Uitgeverij.

## Het verhaal
Wanneer Akke plots gedachten kan lezen, vraagt iedereen zich af vanwaar hij dat kan. Akke en Carlo worden diezelfde dag achterna gezeten door een vreemde man in pak, een zogenaamde CIA-agent. Wanneer Akke een rare mobiele telefoon in zijn broekzak vindt, begint alles op zijn plaats te vallen.

## Hoofdpersonages
- Jasmijn De Ridder
- Akke Impens
- Zoë Zonderland
- Carlo Stadeus
- Birgit Baukens
- Tom Derijcke
- Steve Mertens

## Gastpersonages
- Suzanne
- Del Portus

## Trivia
- Het personage Del Portus deed eerder al mee in De witte woede en in Een krot van een kot.